# Landesrat (Lippe)
Der Landesrat war 1945 bis 1946 ein ernanntes Beratungsgremium in Lippe. Er war der Vorläufer des Ernannten Landtags.
Nach dem Zweiten Weltkrieg gehörte das Land Lippe zur britischen Besatzungszone. Die britischen Militärregierung setzte Heinrich Drake als Landespräsidenten ein. Er erließ am 10. Mai 1945 eine „Vorläufige Ordnung der Verwaltung des Lippischen Landes“. Punkt 4 dieser Verordnung regelte, dass ein Landesrat einzurichten sei, mit der er alle grundsätzlichen und allgemeinen Fragen beraten solle. Dieser sollte aus vier Bürgermeistern, vier Vertretern der Landwirtschaft und vier Vertretern des Gewerbes bestehen. Die beiden letzten Gruppen sollten jeweils zur Hälfte aus Arbeitnehmern bestehen. Juni bis August 1945 diskutierte er mit der Militärregierung verschiedene Namensvorschläge. Mit Zustimmung der Militärregierung wurden folgende Personen berufen:
| Name                   | Gruppe                             | Beruf                                     | Ort                | Partei |
| ---------------------- | ---------------------------------- | ----------------------------------------- | ------------------ | ------ |
| Richard Moes           | Bürgermeister                      | Bürgermeister, vormals Verwaltungsbeamter | Detmold            | CDU    |
| Gustav Hagemann        | Bürgermeister                      | Rektor und Bürgermeister                  | Hörste             |        |
| Heinrich Klocke        | Industrie & Gewerbe / Arbeitgeber  | Tischlermeister                           | Rischenau          | CDU    |
| Erich Kükenhöner       | Landwirtschaft / Arbeitnehmer      | Landarbeiter                              | Heiden             |        |
| Heinrich Sölter        | Bürgermeister                      | Postschaffner und Bürgermeister           | Barntrup           | SPD    |
| Heinrich Gottenströter | Industrie & Gewerbe / Arbeitnehmer | Gewerkschaftssekretär                     | Heidenoldendorf    | SPD    |
| Fritz Höfer            | Bürgermeister                      | Bauer und Bürgermeister                   | Brosen             |        |
| Wilhelm Tölle          | Landwirtschaft / Arbeitgeber       | Bauer                                     | Humfeld            | CDU    |
| August Blanke          | Landwirtschaft / Arbeitnehmer      | Landarbeiter                              | Holzhausen/Sylbach | SPD    |
| Heinrich Kampmeier     | Industrie & Gewerbe / Arbeitnehmer | Schlosser                                 | Detmold            |        |
| Heinrich Braband       | Landwirtschaft / Arbeitgeber       | Landwirt                                  | Ullenhausen        |        |
| Alex Hofmann           | Industrie & Gewerbe / Arbeitgeber  | Fabrikant                                 | Detmold            | CDU    |

Die Parteiangaben in der Liste stellen die Parteimitgliedschaft im späteren ernannten Landtag dar. Während der Tätigkeit des Landesrates war der Prozess der Parteibildung noch nicht abgeschlossen (Parteien wurden erst ab September zugelassen). Zwei der Mitglieder des Landesrates waren Mitglied der NSDAP gewesen, einer davon als Ortsbauernführer. Am 16. August 1945 fand die konstituierende Sitzung des Landesrates statt. In der Folge tagte er monatlich. Insgesamt fanden 10 Sitzungen statt.